# Емерентијана
Света мученица Емерентијана је ранохришћанска светитељка и мученица из 3. века.

## Биографија
Према предању, мајка свете Емертијане, је била дадиља свете Агније Римске, са којом је била у сродству. Живела је у време прогона хришћана од стране цара Диоклецијана. Тада су се хришћани скупљали на молитву ноћу, због страха од пагана и царевих војника. Једном приликом су тако камењем напали хришћане који дошли на молитву на гроб свете Агније, и све их растерали. Емерентијана, је остала сама и оштро укорила пагане што каменују невине људе који се моле Господу за све, па и њих. То их је разјарило и они су је каменовали до смрти. У часу њеног страдања десио се јак земљотрес, севање муња и страшна грмљавина, и том приликом је већи део њених убица погинуо. То се десило 304. године.

## Иконографија
Света Емерентијана се приказује као млада девојка са љиљаном у њеним рукама, како клећи на камењу, или каменована од стране гомиле.